# Endantrieb
Der Endantrieb bezeichnet bei Fahrzeugen das vorletzte Glied im Antriebsstrang, bestehend aus Antrieb (Motor oder ein anderes Antriebsaggregat, beispielsweise eine Dampfmaschine oder Muskelkraft), Getriebe und Endantrieb sowie dem Kraftschlusselement zur Fahrbahn.
Bei Autos ist der Endantrieb meistens eine Gelenkwelle oder ein Kardanantrieb, bei Motorrädern sind vornehmlich Kettenantrieb, jedoch auch Kardanantrieb und Keilriemenantrieb gebräuchlich.
Fahrräder haben ebenfalls überwiegend eine Fahrradkette als Endantrieb.